# Ixia curta
Ixia curta är en irisväxtart som beskrevs av Henry Charles Andrews. Ixia curta ingår i släktet Ixia och familjen irisväxter. Inga underarter finns listade i Catalogue of Life.

## Bildgalleri

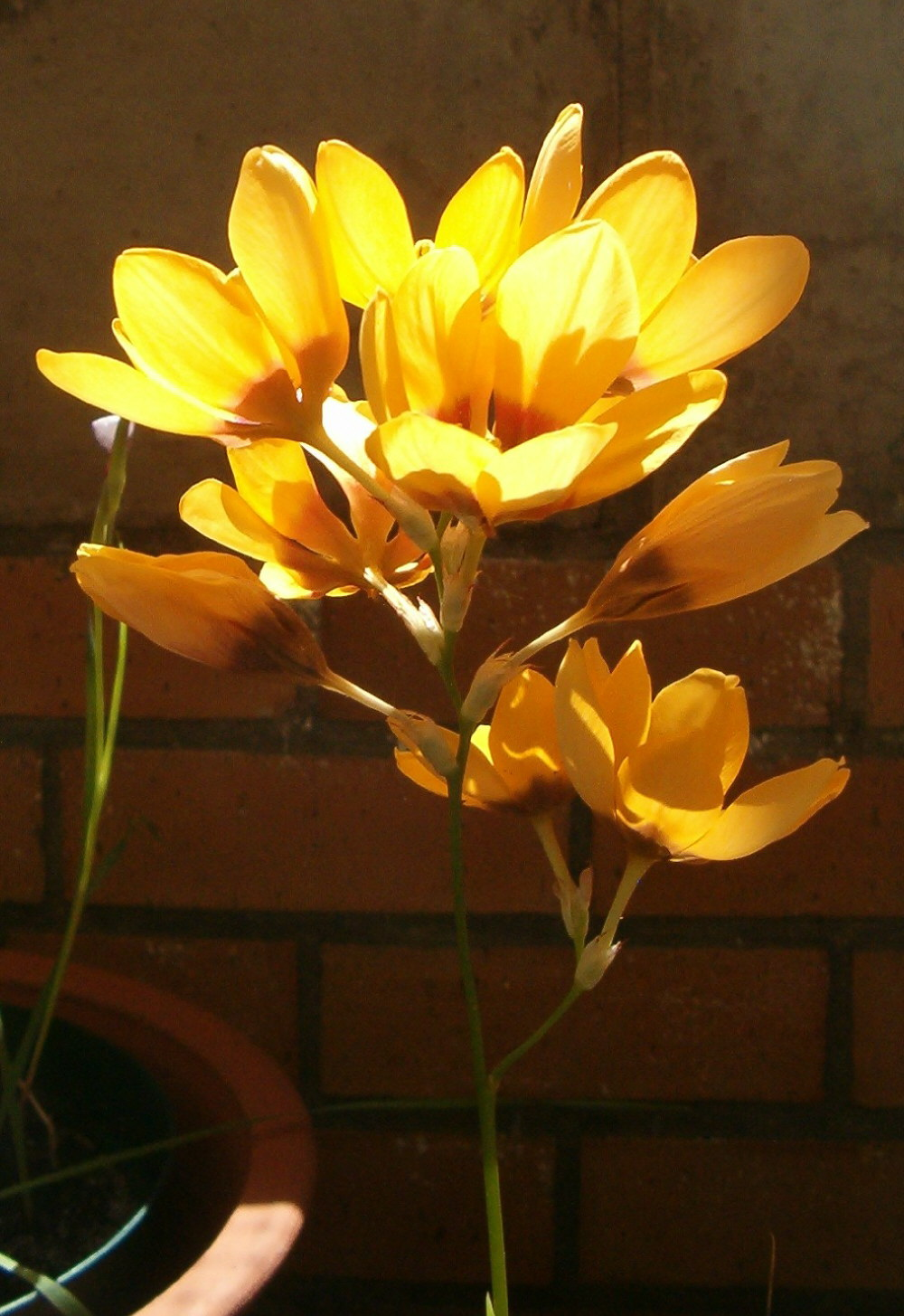
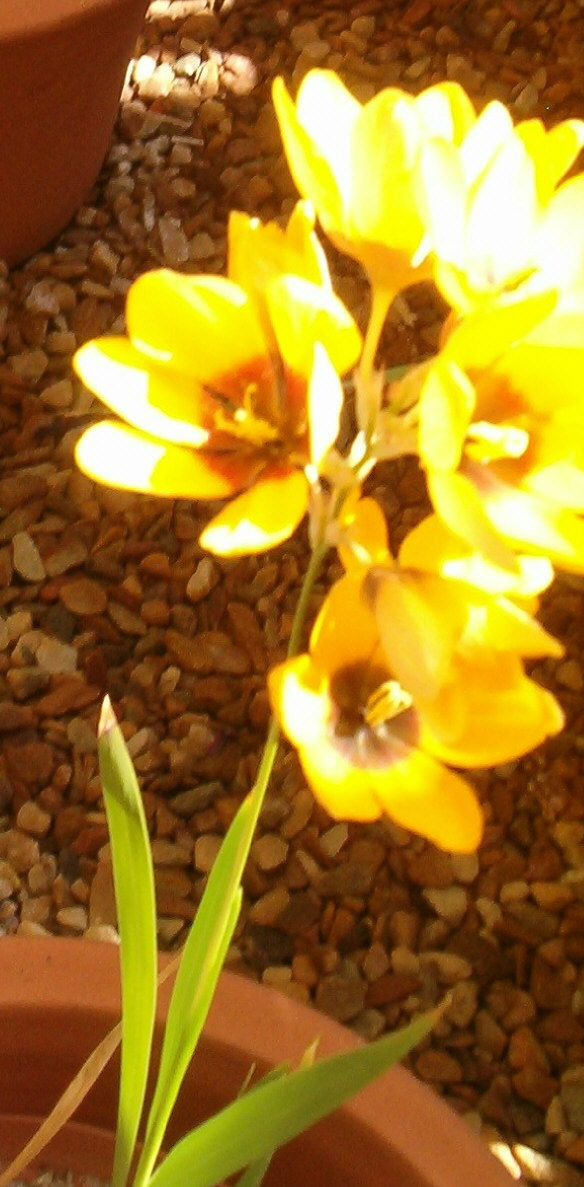
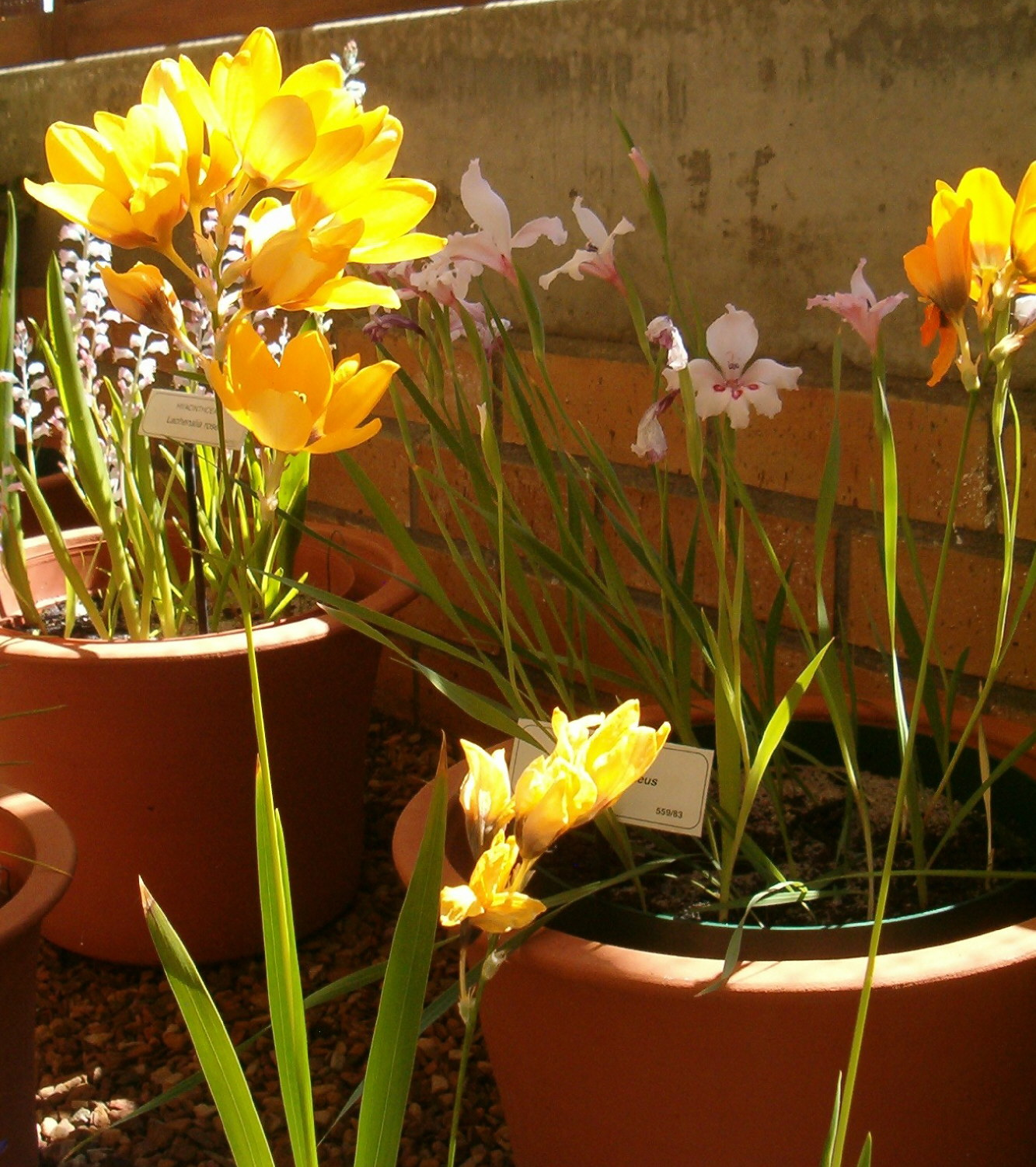